# De Groene Zwaan
De Groene Zwaan is een voormalige lutherse kerk in De Rijp (Noord-Holland), nu in gebruik als cultureel centrum.

## Geschiedenis
De Groene Zwaan werd in 1788 door de lutherse gemeenschap in De Rijp als kerk in gebruik genomen. Na 1950 nam het kerkbezoek sterk af, waardoor het toen al nodige onderhoud niet meer betaald kon worden. Om de kerk te behoeden voor dreigend verval werd in 1969 de Stichting De Groene Zwaan opgericht. Recent is De Groene Zwaan vooral als jongerencentrum in gebruik geweest. De Groene Zwaan heeft een grote cultuur-, architectuurhistorische en stedenbouwkundige waarde en is daarom aangewezen als rijksmonument. Het kerkje heeft aan weerszijden van de kerkgevel twee kleine hoektorentjes in neogotische stijl en is een beeldbepalend pand in de Rechtestraat in De Rijp. Begin jaren zeventig van de vorige eeuw maakte de Mexicaanse kunstschilder Luis Filcer wandschilderingen in de kerkzaal; een aantal hiervan is nog steeds te zien.

## Huidige situatie
Het huidige bestuur van de stichting ziet De Groene Zwaan vooral als sociaal en cultureel centrum, niet alleen voor de jongerencultuur maar voor een breed publiek in De Rijp en wijde omgeving. Naast het in stand houden, beheren en exploiteren van het gebouw heeft de stichting tot doel een breed scala aan culturele activiteiten in De Groene Zwaan te organiseren.
De drie panden (kerk, pastorie en consistorie), alle drie afzonderlijk rijksmonument, zijn in 2018 geheel gerestaureerd.